# روث دريفيس
هي أول رئيسة لدولة سويسرا الفدرالية بين سنة 1999 و2000 وتعتبر من أبرز الحقوقيات والناشطات السياسيات ولدت في 09 يناير 1940 لأسرة يهودية في مقاطعة سانت غالن السويسرية الناطقة باألمانية دخلت البرلمان في 03 مارس 1993 عن الحزب الاشتراكي السويسري وهي حاصلة على شهادة في الاقتصاد من جامعة جنيف وعملت كصحافية بين 1961 و1964 ثم شغلت مدرسة في جامعة جنيف بين 1970 و1972 ثم رئيسة النقابة الاتحادية السويسرية بين 1981 إلى غاية 1993 أين دخلت البرلمان الاتحادي.

## الأعمال
تعتبر أول رئيسة لسويسرا بعد إنشاء منصب الرئيس بعد استفتاء 1998 وتعتبر من أبرز المدافعين عن حقوق العمال والفئات العاملة والنساء والأقليات الدينية.

## وصلات خارجية
- روث دريفيس على موقع الموسوعة البريطانية (الإنجليزية)
- روث دريفيس على موقع مونزينجر (الألمانية)